# Colius
Colius és un gènere d'ocells de la família dels còlids (Coliidae).

## Identificació
A causa de la seva mida reduïda, bec petit, coll i potes més aviat curtes, aquests ocells es van confondre primer amb passeriformes amb cues molt llargues. Els intents posteriors de classificació han situat els Coliidae en un ordre (Coliiformes) que comparteix diverses afinitats amb Coraciidae, Apodidae, Musophagidae, Indicatoridae, Psittacidae i Trogonidae, entre d'altres.

## Taxonomia
Segons la Classificació del Congrés Ornitològic Internacional (versió 2.5, 2010) aquest gènere està format per 4 espècies:
- ocell ratolí comú (Colius striatus). L0ocell ratolí es caracteritza per la llarga cua i la cresta que presenta al cap. És de costums arborícoles i es mou per les zones més denses de matolls i dels arbres fruiters dels jardins. És força comú i molt gregari. S'alimenta de brots, fruites i baies que sovint aconsegueix penjant-se pels peus cap per avall. Viu de l'est al sud est d'Àfrica.[2]
- ocell ratolí capblanc (Colius leucocephalus).
- ocell ratolí dorsi-roig (Colius castanotus).[3]
- ocell ratolí dorsiblanc (Colius colius).